# 단위 계단 함수

단위 계단 함수

단위 계단 함수(unit step function) 또는 헤비사이드 계단 함수(Heaviside step function)은 0보다 작은 실수에 대해서 0, 0보다 큰 실수에 대해서 1, 0에 대해서 1/2의 값을 갖는 함수이다. 이 함수는 신호처리 분야에서 자주 사용된다. 그리고 부호 함수에다 1을 더한 뒤 2를 나눈 함수이다.
단위 계단 함수는 디랙 델타 함수의 부정적분이다. 즉,
{\displaystyle H(x)=\int _{-\infty }^{x}{\delta (t)}\mathrm {d} t}
이 성립한다.

## 이산 형태
단위 계단을 이산 변수 n에 대한 함수로 나타내면
{\displaystyle H[n]={\begin{cases}0,&n<0,\\1,&n\geq 0,\end{cases}}}
과 같이 되며 이 때 n은 정수이다. 주어진 문제가 이산적이지 않은 상황에서는 H[0]의 정의가 중요하다.
이산-시간 단위 충격량은 이산-시간 단계에서 첫 번째 차이값을 의미하는
{\displaystyle \delta \left[n\right]=H[n]-H[n-1]}
으로 나타낼 수 있다. 이 함수는 크로네커 델타의 합
{\displaystyle H[n]=\sum _{k=-\infty }^{n}\delta [k]\,}
으로 나타낼 수 있으며 여기서
{\displaystyle \delta [k]=\delta _{k,0}\,}
이다..

## 적분 표현
때때로 복소 적분의 형태로도 나타낼 수 있다:
{\displaystyle H(x)=\lim _{\epsilon \to 0^{+}}{i \over 2\pi }\int _{-\infty }^{\infty }{\mathrm {e} ^{-ix\tau } \over \tau +i\epsilon }\mathrm {d} \tau =\lim _{\epsilon \to 0^{+}}{1 \over 2\pi i}\int _{-\infty }^{\infty }{\mathrm {e} ^{ix\tau } \over \tau -i\epsilon }\mathrm {d} \tau .}

## 같이 보기
- 디랙 델타 함수
- 지시 함수
- 아이버슨 괄호
- 라플라스 변환
- 음수
- 구형함수
- 부호함수